# Geoffrey Howe
Richard Edward Geoffrey Howe, Baron Howe of Aberavon (20. december 1926 – 9. oktober 2015) var en britisk konservativ politiker, der var Storbritanniens vicepremierminister fra 1989 til 1990.
Howe var Margaret Thatchers længst siddende minister og var finansminister, udenrigsminister, leder af Underhuset, vicepremierminister og Lord President of the Council.